# Kuurne-Bruxelles-Kuurne 1990
La Kuurne-Bruxelles-Kuurne 1990, quarantacinquesima edizione della corsa, si svolse il 4 marzo su un percorso di 198 km, con partenza e arrivo a Kuurne. Fu vinta dal belga Hendrik Redant della squadra Lotto-Superclub davanti all'olandese Jelle Nijdam e allo statunitense Davis Phinney.

## Ordine d'arrivo (Top 10)
| Pos. | Corridore         | Squadra                           | Tempo    |
| ---- | ----------------- | --------------------------------- | -------- |
| 1    | Hendrik Redant    | Lotto-Superclub                   | 5h04'00" |
| 2    | Jelle Nijdam      | Buckler                           | a 7"     |
| 3    | Davis Phinney     | 7-Eleven-Hoonved                  | s.t.     |
| 4    | Eddy Schurer      | TVM-Yoko                          | s.t.     |
| 5    | Johnny Dauwe      | Weinmann-SMM Uster                | s.t.     |
| 6    | Dirk Demol        | Lotto-Superclub                   | s.t.     |
| 7    | Johan Devos       | SEFB-Saxon-Gan                    | s.t.     |
| 8    | Patrick Deneut    | Lotto-Superclub                   | a 10"    |
| 9    | Noel Segers       | Buckler                           | s.t.     |
| 10   | Patrick Hendrickx | Isoglass-Garden Wood-Tonissteiner | s.t.     |